# Elżbieta Franke-Cymerman
Elżbieta Franke-Cymerman (Klimontów, 10 marzo 1940) è un'ex schermitrice polacca, vincitrice di una medaglia di bronzo ai campionati mondiali di scherma.
È vedova di Egon Franke.